# Dialetto reggino
Il dialetto reggino (nome nativo u riggitanu) è una variante diatopica appartenente al gruppo meridionale estremo delle lingue italo-romanze, parlato nella città di Reggio Calabria e in parte della Calabria meridionale.
Il reggino - la cui variante più caratterizzante è parlata tra Scilla e Bova, dove presenta un'assenza delle consonanti "dure", tipiche nella cadenza del resto della Calabria - è uno dei dialetti di tipo siciliano, solitamente classificato come appartenente al gruppo meridionale dei dialetti della Calabria. Tuttavia, il dialetto ad esso più vicino è, per ovvie ragioni storiche e geografiche, quello messinese; per questo, infatti, il reggino risulta essere più prossimo alle parlate della Sicilia che non a quelle della Calabria centro-settentrionale.

## Fonetica
Nel dialetto reggino sono presenti alcune caratteristiche tipiche delle varianti diatopiche della lingua siciliana, oltre ad alcune peculiarità specifiche condivise con il dialetto messinese:
- i: una caratteristica unica del dialetto reggino e messinese è che la "i" in sillaba non accentata non all'inizio di parola viene pronunciata /ɨ/:
  - vìriri /ˈvirɨrɨ/ "vedere";
  - fitinzìa /fɨtɨnˈʦia/ "schifezza";
- ci: etimologicamente, il suono ci deriva dal latino fl (lat. flumen > siciliano ciumi, italiano fiume). In reggino, viene pronunciato /ç/ in posizione iniziale o intervocalica; es. ciumi /ˈçumi/  "fiume", ciumara /ˈçumara/ "fiumara";
- ḍḍ: il latino -ll- si è trasformato in una occlusiva retroflessa sonora, trascritta come /ɖː/, trascritta talvolta come ddr, ddh o dd. Nel dialetto reggino, per evitare confusione, il suono è trascritto come ḍḍ (es.: moddu "molle" <> moḍḍu "molle");
- j: analogamente ad altri dialetti di tipo siciliano, viene pronunciato /j/; ma in certi casi (dopo un verbo ausiliario, non, un, tri "tre", ma non l'articolo determinativo) si pronuncia /gj/; esempi:
  - jornu /ˈjornːu/ "giorno": un jornu /unˈgjonːu/;
  - jittari /iˈtːarɨ/ "gettare": ll'a jittari /lagːjiˈtːarɨ/ "lo devi gettare";
- tr: in reggino, tr viene pronunciato in una maniera diversa dall'italiano:
  - /ʈ͡ʂɹ/ in posizione iniziale o intervocalica; es. tràsiri /ˈʈ͡ʂɹasɨrɨ/ "entrare" (e non /ˈʈɹasiri/ come in altri dialetti);
  - /ʈɹ/ quando segue una consonante; es. intra /ˈinʈɹa/ "dentro";
- str: viene pronunciato /ʂɹ/ (la /t/ non viene pronunciata): strata /ˈʂɹata/ "strada";
  - si noti la differenza che c'è tra tr e str: trigghia /ˈʈ͡ʂɹigːja/ "triglia" <> strigghia /ˈʂɹigːja/ "strofina!"

## Esempio della lingua scritta
Estratti:

### Il Padre Nostro
Patri nostru, chi si ntô celu,
esti santificatu u to nomu
veni u to regnu
i si faci a to volontà
comu ntô celu cusì ntâ terra.
dandi oji u nostru pani cotidianu,
e perdunandi di nostri peccati
comu nui facimu chi nostri debbituri
e non ndi fari i cadimu nde tentazzioni,
ma libberàtindi du mali.
Amen.

### L'Ave Maria
Avi Marìa, china di grazzii
u Signuri è cu tìa.
Tu sì a beneditta tra i fìmmini
e benedittu èsti u figghiu da minna toi, Gesù!
Santa Marìa, mamma di Dìu
prega pi nui peccaturi,
oji e ndô jornu dâ nostra morti
Amen.

### Estratto di Nicola Giunta
| Reggino                        | Italiano                     |
| ------------------------------ | ---------------------------- |
| —'Mpari brigghiu scaravagghiu, | —Compare briglio scarafaggio |
| —cu so jènnuru e so figghiu,   | —con suo genero e suo figlio |
| —a nuvena, araggiu, araggiu,   | —la novena, adagio, adagio   |
| —si facìvunu nta Riggiu.       | —si facevano a Reggio.       |

## Storia
Il dialetto reggino affonda le sue origini nell'antichità, quando il territorio era dominato dalle popolazioni italiche parlati lingue dell'omonimo gruppo, le quali costituirono il substrato linguistico dell'attuale reggino, derivato, in particolar modo, dalle parlate italiche di ceppo osco-umbro. Le più antiche testimonianze delle popolazioni autoctone ci vengono da antiche monete reggine, sulle quali l'uso di caratteri in lingua osca fa pensare che tale idioma fosse un elemento caratterizzante della lingua parlata nella zona.
La posteriore colonizzazione dei greci vide affiorare Rhegion non solo come una delle principali città della Magna Grecia, ma anche come centro culturale, artistico, poetico e teatrale; da ciò ne è derivato un notevole influsso linguistico, sia dal punto di vista lessicale che morfo-sintattico. Questi influssi sono ancora oggi notabili in parole di origine greca, quali:
- 'bampuriḍḍa > lampurida [lucciola]
- batràci > botrakòs [ranocchio]
- bucalaci > boubalàkion [lumaca]
- buccali > baukalion [boccale]
- bùmmulu > bombule [piccola brocca per l'acqua]
- cantaru > kantharos [tazza]
- carasèntula > gâs ènteron [lombrico]
- cirasa > kerasos [ciliegia]
- cuḍḍura > kollyra [pane di forma circolare]
- grasta o 'rasta > gastra [vaso per fiori]
- 'mpizzari > (eks)èpeson [perdere, sciupare, sprecare]
- 'nchiovari >(nvi)chiovu [inchiodare]
- 'naca > nàke [culla]
- purtu(g)allu > portokàlos [arancia]
- putrusinu > petroselinon [prezzemolo]
- scifa > skyphos [coppa]
- tambutu > tapto[7] (oppure dall'arabo tābūt[8]) [cassa da morto, bara]
- tuppiari o tuppulijari > typtō [bussare]
- 'zìmbaru > xìmaros [caprone]
- 'zinnapòtamu > kynopotamus [lontra].

L'introduzione di una ulteriore lingua italica, il latino, avvenne in maniera alternata ed in più fasi, poiché Reggio, in epoca romana, godette del diritto di mantenere lingua e cultura greca - sebbene nella pratica coesistente in diglossia con quella latina - rimandando la sua vera e propria latinizzazione effettiva al posteriore periodo normanno e svevo, anche se una significativa presenza della lingua ellenica si prolungò fino al periodo angioino e aragonese, epoca nella quale iniziò il decadimento definitivo della lingua greca in Calabria.
Durante il Medioevo, con l'arrivo dei bizantini, la città divenne uno dei principali centri politici e religiosi dell'Impero d'Oriente in Italia meridionale; in questo contesto l'idioma reggino ebbe un'ulteriore spinta rafforzando il legame con il greco. Alternativamente alla presenza bizantina, Reggio fu per un certo periordo dominio saraceno, con la conseguente introduzione di alcuni vocaboli arabi, come:
- carubba > harrub [carrubba (frutto del carrubbo)]
- gebbia > gebḥ [vasca d'acqua per irrigazione]
- giuggiulena > giulgiulan [seme di sesamo]
- limbiccu > al-ambiq [alambicco]
- 'nzuḍḍa > [dolce tipico reggino]
- tamarru > tammar (mercante di datteri) [persona maleducata]
- 'zàgara > zahr [fiore degli agrumi]
- zibbibbu > zabīb [tipo di uva a grossi chicchi].

Quando Roberto il Guiscardo, aiutato dal fratello Ruggero, riuscì ad impadronirsi della città di Reggio, la Calabria centro-meridionale entrò in una fase di seconda latinizzazione. Attraverso questo processo alcuni termini normanni vennero assorbiti dalla lingua reggina. I normanni portarono con sé un esiguo numero di loro parenti francofoni, ma soprattutto molti soldati di ventura dall'Italia meridionale, specialmente dalla Campania, così come da altre zone della Penisola.
Questi ultimi si occuparono di diffondere ulteriormente nella Calabria meridionale il latino volgare da loro parlato, il quale, essendo costituito da varietà linguistiche appartenenti al gruppo italo-romanzo, presentava di conseguenza tratti comuni col volgare toscano medievale, idioma alla base di quello che, a partire dal XVI secolo - con il nome di italiano - diverrà lingua ufficiale e amministrativa di tutti i Regni e gli Stati italiani preunitari (con l'unica eccezione del Regno di Sardegna insulare, dove l'italiano standard assunse tale posizione a partire dal XVIII secolo).
Il reggino, come qualsiasi altra varietà linguistica, presenta influenze e prestiti di adstrato derivanti, oltre che dalle restanti continuità italo-romanze delle quali forma parte, ed ai prestiti mutuati dalle già menzionate continuità linguistiche non romanze (come quella greco-bizantina ed araba-medievale), anche da altre continuità linguistiche neolatine distanti da essa, come quelle gallo-romanze ed ibero-romanze.
Alcuni esempi di prestiti gallo-romanzi sono:
- accia > hâche [sedano]
- buatta > boîte [lattina]
- bucceri > boucher [macellaio]
- mustazzi > moustache [baffi]
- nduja > andouille [salame]
- perciari > percer [bucare, perforare]
- racina > raisin [uva]
- raggia > rage [rabbia].

Mentre tra i prestiti ibero-romanzi possiamo trovare: 
- buffettuni > da bofetòn [schiaffo]
- levari > da llevar [portar via]
- manta > da manta [coperta]
- ngarrari > agarrar [afferrare]
- pila > da pila [vasca].
- spilandrappu > da esparadrapo [cerotto]
- struppiàrisi> da estropear [guastare]
- punzeḍḍu > da pincel [pennello].

## Classificazione
Negli ultimi due secoli, il dialetto reggino è stato oggetto di continui studi, non solo per capirne la complessità fonetica e morfologica, ma soprattutto per riuscire a dargli una collocazione definitiva in mezzo agli innumerevoli dialetti meridionali. Il reggino è infatti uno dei dialetti italiani che più di altri ha attirato l'attenzione degli studiosi per le sue peculiarità e le sue radici in tempi antichi. Il rapporto tra impronta greca (grecanica) e storia della Calabria, la più o meno precoce latinizzazione e i relitti lessicali di altre lingue sono oggi argomento di studio e discussione di glottologi e linguisti, soprattutto per il forte contrasto esistente tra questo dialetto e quello parlato nell'altra estremità della regione.
Tra gli altri, vi fu lo studioso tedesco Gerhard Rohlfs, convinto assertore di una tarda latinizzazione dell'estremità meridionale della Calabria, che percorse per quasi cinquant'anni la regione, studiandone le varie sfaccettature linguistiche. Stabilendo dunque che «il fondo principale del lessico calabrese è il latino»: non si può negare infatti che nella Calabria meridionale è quasi sconosciuto l'uso del passato prossimo, sostituito dal passato remoto, e che dopo i verbi modali viene escluso l'infinito:
- vogghiu mi manciu [voglio mangiare] (letteralmente voglio che mangio)

Dunque secondo il Rohlfs questi due fenomeni si rivelano come manifesti riflessi di una lunga fase di bilinguismo greco-latino.

## Grammatica
La grammatica reggina è alquanto diversa da quella dell'italiano standard. Essa presenta molti costrutti di carattere tipicamente greco e latino.

### Morfologia

#### Articoli e sostantivi
Il dialetto reggino ha due generi, maschile e femminile.
Gli articoli determinativi in reggino sono 'u per il maschile singolare, 'a per il femminile singolare, lu o la per il maschile e femminile singolare davanti a nomi che iniziano per vocale, mentre per il plurale vi è l'unica forma 'i. Gli articoli indeterminativi sono 'nu per il maschile e 'na per il femminile. Non esistono partitivi.
Se il sostantivo che segue l'articolo comincia con una vocale, questo si apostrofa, a meno che esso non abbia una consonante iniziale precedentemente caduta: 
- l'occhjali [gli occhiali];
- l'omu [l'uomo];
- 'n'àrburu [un albero];
- i guai [i guai];
- 'u boi [il bue];
- 'a figghiola [la ragazza].

#### Pronomi
I pronomi dimostrativi sono: 
- chistu [questo];
- chista [questa];
- chiḍḍu, [quello];
- chiḍḍa [quella];
- chisti [questi];
- chiḍḍi [quelli, quelle].

Più usate nel parlato sono le forme abbreviate: 'stu, 'sta, 'sti, 'ḍḍu, 'ḍḍa,'ḍḍi.
I pronomi personali sono: 
| persona      | persona   | funzione soggetto | funzione complemento | funzione complemento |
| ------------ | --------- | ----------------- | -------------------- | -------------------- |
|              |           |                   | forma tonica         | forma atona          |
| 1ª singolare |           | jèu-eu            | mìa                  | m'                   |
| 2ª singolare |           | tu                | tìa                  | t'                   |
| 3ª singolare | maschile  | iḍḍu              | chiḍḍu               | s', 'nci             |
| 3ª singolare | femminile | iḍḍa              | chiḍḍa               | s'                   |
| 1ª plurale   |           | nui               | nui                  | ndi                  |
| 2ª plurale   |           | vui               | vui                  | v'                   |
| 3ª plurale   |           | iḍḍi              | chiḍḍi               | s', nci              |

Il pronome di seconda persona singolare tu si può trovare nella lingua parlata col presentativo enclitico ni, quindi come tuni. Il presentativo -ni si può trovare anche con  'ḍḍa (lì) quindi  'ḍḍani, con  'cca (qui) quindi  'ccani.
Se la forma dativa del pronome soggetto è seguita da un pronome oggetto, a differenza dell'italiano, la forma dativa si omette lasciando posto solo per il pronome oggetto: 
- u ricu cchiù tardi  [lo dico più tardi].

Volendo si può specificare il soggetto mediante l'aggiunta di un pronome personale: 
- a iḍḍu nci(u) ricu cchiù tardi  [a lui lo dico più tardi].

Per la "forma di cortesia" il reggino adopera il "Voi". 
- da undi viniti (vui)? [Lei da dove viene?].

Quando il pronome riflessivo della prima persona plurale è seguito da pronome oggetto (in italiano reso con ce) e si trova alla forma negativa, esso diviene no'ndi in dialetto reggino: 
- nui no' ndi (nni) jamu [noi non ce ne andiamo].
- jamunindi [andiamocene]

I pronomi relativi sono: 
- cu', cui [chi];
- ca, chi [il quale, la quale, i quali, le quali, di cui, a cui].

Per esempio:
- cu' sì tu'? [chi sei?];
- a 'gnura ca vitti ajeri [la signora che ho visto ieri];
- ḍḍi libbri chi mi ricisti [quei libri di cui mi hai parlato].

#### Aggettivi
Gli aggettivi possessivi sono:
| persona      | maschile singolare | femminile singolare | plurale indistinto |
| ------------ | ------------------ | ------------------- | ------------------ |
| 1a singolare | meu                | mea                 | mei                |
| 2a singolare | toi                | toi                 | toi                |
| 3a singolare | soi                | soi                 | soi                |
| 1a plurale   | nostru             | nostra              | nostri             |
| 2a plurale   | vostru             | vostra              | vostri             |
| 3a plurale   | soi                | soi                 | soi                |

In dialetto reggino l'aggettivo possessivo va sempre posto dopo il nome al quale si riferisce (es.  'a màchina mea, la mia automobile). Questo perché in realtà gli aggettivi possessivi del dialetto reggino non derivano direttamente dai possessivi latini, come in italiano e nelle altre lingue romanze, ma dai genitivi dei pronomi personali. Es: tui latino (di te) diventa il reggino toi e sui latino (di lui o di loro) diventa il reggino soi. Ecco perché toi e soi sono uguali sia per il maschile sia per il femminile, senza variare al plurale: in realtà è come se fossero dei genitivi, e, come in latino, vengono posposti al nome a cui si riferiscono. Nella 1ª persona singolare si può usare anche la forma mei (dal latino mei, di me) per tutti i generi al plurale e singolare (es. beḍḍu mei, bello mio). Spesso però, nella lingua parlata, si usa più facilmente una forma contratta di questo aggettivo, mè (es.  'a mè machina, la mia macchina, o i mè figghji, i miei figli). Questo vale anche per toi, che diventa to (es. to' figghja, tua figlia, tò patri, tuo padre,  'i to cosi, le tue cose) e per soi che diventa so (es.  sò mamma, sua mamma, so frati, suo fratello, i so amici, i suoi amici).

#### Preposizioni
Le preposizioni semplici sono:
- ri, ra [di];
- a [a];
- i [da];
- nta, 'nda [in]: ntô, ndô, ntâ, ndâ, ndî, ndê, ntê (nelle sue preposizioni articolate);
- cu [con];
- supra [su];
- pi'  [per];
- 'ntra [tra, fra].

Possono fare anche da preposizioni: 
- sutta [sotto];
- ammenzu [in, fra, in mezzo].

Le preposizioni articolate sono:
|          | u      | a      | li       |
| -------- | ------ | ------ | -------- |
| ri, ra   | rû     | râ     | rî       |
| a        | ò      | â      | é        |
| i        | i'lu   | i'la   | di li    |
| nta, nda | 'nt'ô  | 'nt'â  | 'nta li  |
| cu       | c'û    | c'â    | ch'i     |
| supra    | supr'ô | supr'â | supra li |
| pi'      | p'û    | p'â    | p'i      |

Chi (lat. quia) può avere valore di:
- preposizione relativa: vògghju 'ccattàri 'u primu chi tròvu [comprerò il primo che trovo];
- congiunzione:
  1. nella proposizione dichiarativa: sacciu chi èsti 'nu bbràvu figghjòlu [so che è un bravo ragazzo];
  2. nelle proposizione consecutiva: téni tanti i 'ḍḍi libbri chi cása sòi pari 'na bibbliotèca [ha tanti libri che la sua casa sembra una biblioteca];
- introdurre il secondo termine di paragone: era 'cchjù a fòlla chi 'u 'rrèstu [era più la folla che il resto].

Il partitivo in reggino non esiste, e per tradurlo vengono adoperate due forme: 
- 'nu pòcu / 'na stampa [un poco];
- 'ddùi [due].

Per esempio:
- pozzu m'haju 'n'pòcu i purtuàlli? [potrei avere delle arance?];
- ajéri 'ccattài 'ddu' pùma [ieri ho comprato delle mele].

### Coniugazione verbale
Il sistema verbale reggino è molto complesso e differente da quello italiano. Esso si basa su costrutti di tipica origine latina e greca e conosce solo due coniugazioni, che sono: -ári ed -íri.
I verbi principali e le loro coniugazioni all'indicativo presente sono:
- Essere (non come ausiliare): sugnu, sì, êsti, símu, síti, ennu/sunnu;
- Avere (anche in luogo di Dovere): nd'haju, nd'hái, nd'hávi, nd'avímu, nd'avíti, nd'hannu;
- Stare: staju, stai, sta, stamu, stati, stannu;
- Andare: váju, vái, váj, jámu, jíti (o ghíti), vánnu;
- Tenere (in senso di possesso): tègnu, tèni, tèni, tinímu (o tenímu), tiníti (o teníti), tènunu;
- Fare: fazzu, fái, fáci, facímu, facíti, fàciunu (o fànnu).

Caratteristica tipica è l'uso frequente della prostesi della vocale -a-, che porta ad una doppia forma verbale: 
- ballàri e abballàri [ballare];
- roccàri e arroccàri [impuntare].

#### Modo infinito
Se l'infinito segue un verbo di desiderio o d'ordine, viene tradotto con la congiunzione mi (o mu o ma) seguita dal presente indicativo del verbo:
- vògghju mi ti dìcu [voglio dirti];
- dìnci mi véni [digli di venire].

#### Modo indicativo
Le desinenze per formare l'indicativo presente sono le seguenti:
- prima coniugazione: -u, -i, -a, -ámu, -áti, -unu;
- seconda coniugazione: -u, -i, -i, -ímu, -íti, -unu.

Nei verbi monosillabici compare la desinenza -ju (o iu) per le prime persone:
- vaju [vado];
- 'mbîju [vedo];
- stàju [sto].

Nell'imperfetto troviamo le seguenti desinenze:
- prima coniugazione: -áva, -ávi, -áva, -àvumu, -à(u)vu, -àvunu;
- seconda coniugazione: -íva, -ívi, -íva, -ívumu, -í(u)vu, -ívunu.

Per il tempo perfetto le desinenze sono:
- prima coniugazione: -ài, -àsti, -àu, -àmmu, -àstuvu, -àrunu;
- seconda coniugazione: -ía, -ìsti, -íu, -ìmmu, -ìstuvu, -ìtteru / -irunu.

In dialetto reggino non esiste una forma univerbale di futuro, che perciò viene spesso sostituito dal presente indicativo oppure viene espresso mediante la perifrasi futurale derivata dal latino habeo ab + infinito, caratteristica questa che è comune ad altre lingue, tra cui la lingua sarda: 
- haju mi cùntu [racconterò].

Questo costrutto è usato anche per esprimere il senso di necessità: 
- C'aìmu a fàri? [cosa dobbiamo fare?].

#### Modo congiuntivo
Il congiuntivo presente ha tutta una sua forma particolare, tipica poi dei dialetti meridionali estremi; si rende con la congiunzione mi seguita dal presente indicativo: 
- Dinci mi vènunu cu nnùi! [digli che vengano con noi!].

Al contrario, il congiuntivo imperfetto ha delle desinenze proprie:
- prima coniugazione: -àssi, -àssi, -àssi, -àssimu, -àssuvu, -àssiru;
- seconda coniugazione: -ìssi, -ìssi, -ìssi, -ìssumu, -ìssuvu, -ìssuru.

#### Modo condizionale
Altro tempo verbale inesistente è il condizionale, sostituito dall'imperfetto indicativo o dall'imperfetto del congiuntivo: 
- vulìva mi vaju ô cìnema [vorrei andare al cinema];
- vulìva mi vègnu puru jèu [vorrei venire anche io].

#### Modo imperativo
L'imperativo è formato semplicemente con l'aggiunta della desinenza -a per la seconda persona singolare, -àmu o -ímu per la prima persona plurale, e -àti o -íti per la seconda persona plurale: 
- vàrda!/Talia! [guarda!],
- jàmu! [andiamo!],
- viníti! [venite!].

#### Modo gerundio
Il gerundio si ottiene aggiungendo la desinenza -àndu per i verbi del primo gruppo, e -èndu per i verbi del secondo: 
- 'nchjanàndu [salendo],
- 'fujèndu [correndo].

A volte per tradurre il gerundio si fa ricorso ad una preposizione relativa: 
- mi vìtti 'u film mentri mangiáva [ho visto il film mangiando].

#### Modo participio
Il participio passato è formato con l'aggiunta del suffisso -átu per i verbi appartenenti al primo gruppo, e del suffisso -útu per i verbi appartenenti al secondo.
- virùtu [visto],
- mangiàtu [mangiato],
- 'mbivùtu [bevuto].

#### Essere (êssiri)
| persona             | Indicativo presente | Imperfetto  | Perfetto      | Congiuntivo presente | Congiuntivo imperfetto |
| ------------------- | ------------------- | ----------- | ------------- | -------------------- | ---------------------- |
| (J)èu               | sugnu               | êra         | fùj(a)        | chi fùssi            | fùssi                  |
| Tu(ni)              | sì                  | êri         | fùsti         | chi fùssi            | fùssi                  |
| Iḍḍu, Iḍḍa/Iju, Ija | êsti                | êra         | fu'           | chi fùssi            | fùssi                  |
| Nu(i)               | símu                | êrumu/eramu | fùmmu/fumma   | chi fùssimu          | fùssimu                |
| Vu(i)               | síti                | êruvu/eravu | fùstu/fustivu | chi fùstu/fustivu    | fùstivu                |
| Iḍḍi/Iji            | ennu/sunnu          | êrunu/eranu | fúru          | chi fùssiru          | fùssiru                |

#### Avere (aìri)
| persona             | Indicativo presente | Imperfetto | Perfetto | Congiuntivo presente | Congiuntivo imperfetto |
| ------------------- | ------------------- | ---------- | -------- | -------------------- | ---------------------- |
| (J)èu               | nd'haju             | aìva       | èppi     | chi aìssi            | aìssi                  |
| Tu(ni)              | nd'hai              | avivi      | aìsti    | chi aìssi            | aìssi                  |
| Iḍḍu, Iḍḍa/Iju, Ija | nd'havi             | aìva       | èppi     | chi aìssi            | aìssi                  |
| Nui                 | nd'avìmu            | avìumu     | èppimu   | chi aìssimu          | aìssimu                |
| Vui                 | nd'avíti            | avìuvu     | avistivu | chi aìssivu          | aìssivu                |
| Iḍḍi/Iji            | nd'hannu/avinu      | avìvunu    | èppiru   | chi aìssiru          | aìssiru                |